# Vasilij Žbogar
Vasilij Žbogar (ur. 4 października 1975 w Koprze) – słoweński żeglarz sportowy, dwukrotny medalista olimpijski.
Srebrny medalista igrzysk olimpijskich w 2008 roku oraz zdobywca brązowego medalu w 2004 roku w klasie Laser.
Mistrz igrzysk śródziemnomorskich w 2005 roku.
Sportowiec Roku 2004 w Słowenii.